# Александровка (Раздельнянский район)
Алекса́ндровка (укр. Олександрівка) — село, относится к Раздельнянскому району Одесской области Украины.
Население по переписи 2001 года составляло 12 человек. Почтовый индекс — 67460. Телефонный код — 4853. Занимает площадь 0,123 км². Код КОАТУУ — 5123983011.

## Местный совет
67460, Одесская обл., Раздельнянский р-н, с. Кирово